# Distretto di Kweneng
Kweneng  è uno dei nove distretti del Botswana.
Il distretto di Kweneng confina a nord con il distretto di Ghanzi, a nord est con quello Centrale, a est con il distretto di Kgatleng, a sud est con quello Sudorientale, a sud con quello Meridionale e a ovest con quello di Kgalagadi.

## Città del distretto per popolazione (2006)
- Molepolole (65,570)
- Mogoditshane (46,493)
- Thamaga (21,141)
- Gabane (13,581)
- Kopong (7,272)